# Laura Freigang
Laura Freigang, née le 1er février 1998 à Kiel, est une footballeuse internationale allemande, qui joue au poste d'attaquante à l'Eintracht Francfort.

## Biographie

### En club
Laura Freigang commence le football au FSV Oppenheim dans la région de Mayence. En 2011, sa famille déménage à Kiel, elle intègre le club de la ville, le Holstein Kiel. Elle débute en junior en novembre 2012, et dès sa première titularisation elle marque deux buts. 
Après trois années à Kiel, elle revient à Mayence et intègre le TSV Schott Mainz (de)qui évolue en troisième division allemande. Lors de sa première saison avec Schott Mayence elle inscrit 20 buts en 18 matchs et permet à son club de monter en deuxième division (2.Frauen Bundesliga). La saison suivante elle inscrit 4 buts en 13 rencontres.
À partir d'août 2016, elle part étudier aux États-Unis, à l'université d'État de Pennsylvanie où elle intègre l'équipe féminine.
Pour la saison 2018-2019 elle rejoint le FFC Francfort, elle marque 10 buts en 20 matchs puis la saison suivante termine troisième meilleure buteuse avec 16 buts en 22 matchs.
En juillet 2020, le FFC Francfort devient la section féminine de l'Eintracht Francfort.

### En équipe nationale
Laura Freigang honore sa première sélection nationale avec les moins de 15 ans en 2013. De 2014 à 2018 elle évoluera avec toutes les sélections jeunes de l'équipe d'Allemagne.
Le 7 mars 2020, elle dispute son premier match avec l'équipe d'Allemagne féminine en rentrant en jeu lors de la demi-finale de l'Algarve Cup contre la Norvège. Elle marque son premier but international le 22 septembre 2020 contre le Monténégro. Le 27 novembre 2020, lors de sa troisième sélection elle inscrit un coup du chapeau lors de la victoire 6 à 0 sur la Grèce.

## Palmarès

### Sélection
- Équipe du Allemagne
  - Championnat d'Europe
    - Finaliste : 2022

## Distinction
- 2015 : Médaille Fritz Walter, meilleure joueuse dans la catégorie junior.